# 히가시미나토 정류장
히가시미나토 정류장(일본어: 東湊停留場, ひがしみなとていりゅうじょう)은 일본 오사카부 사카이시 사카이구에 있는 한카이 전기 궤도의 정류장이다. 역 번호는 HN26이다.

## 역사
- 1912년 4월 1일: 한카이 전기 궤도의 개업으로 영업 개시.
- 1915년 6월 21일: 회사 합병으로 난카이 철도의 역이 됨.
- 1944년 6월 1일: 회사 합병으로 긴키 닛폰 철도의 역이 됨.
- 1947년 6월 1일: 노선 양도로 인하여 난카이 전기철도의 역이 됨.
- 1980년 12월 1일: 노선 양도로 인하여 한카이 전기 궤도의 정거장이 됨.

## 정류장 구조
신설 궤도 상의 지상역에서 단선 승강장이 도로 사이로 엇갈리게 배치되어 있다. 하마데라에키마에 방면 플랫폼이 가스가도리 1초, 에비스초 방면 플랫폼이 하치만도리 1초에 있다.
하마데라에키마에 방향에 한쪽 건늠선이 있고 과거 구간 운행 회차용으로 사용되고 있었다. 이로 인하여, 지금도 히가시미나토 행의 행선지 막이 남아 있다.

## 역 주변
- 사카이 시립 신미나토 초등학교
- JSS 에비스 수영장
- 히가시미나토 쇼핑 플라자
  - 만다이 히가시미나토점
- 근상 스토어 히가시미나토점
- 국도 제26호선

## 사진

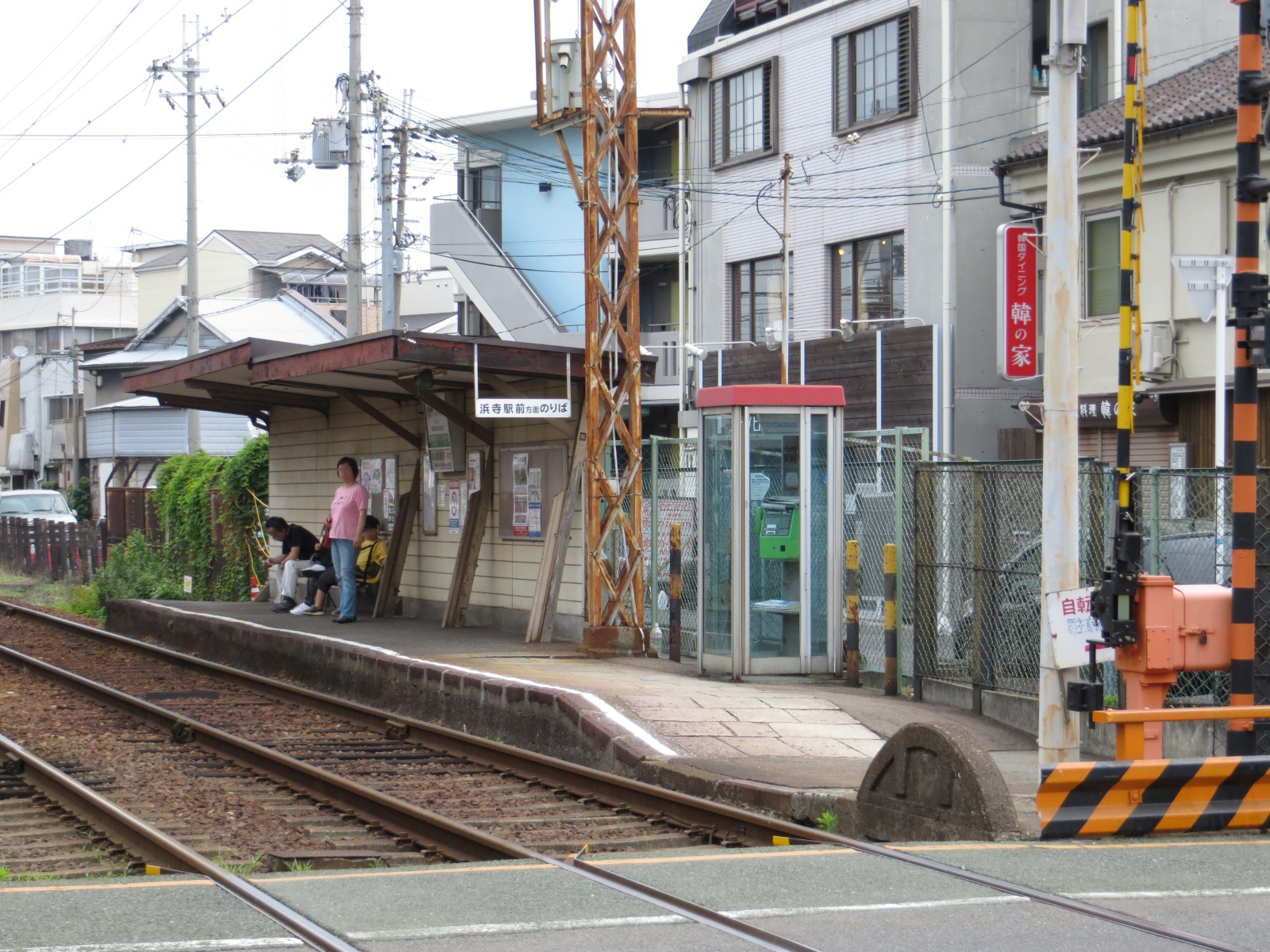
하마데라에키마에 방향 플랫폼
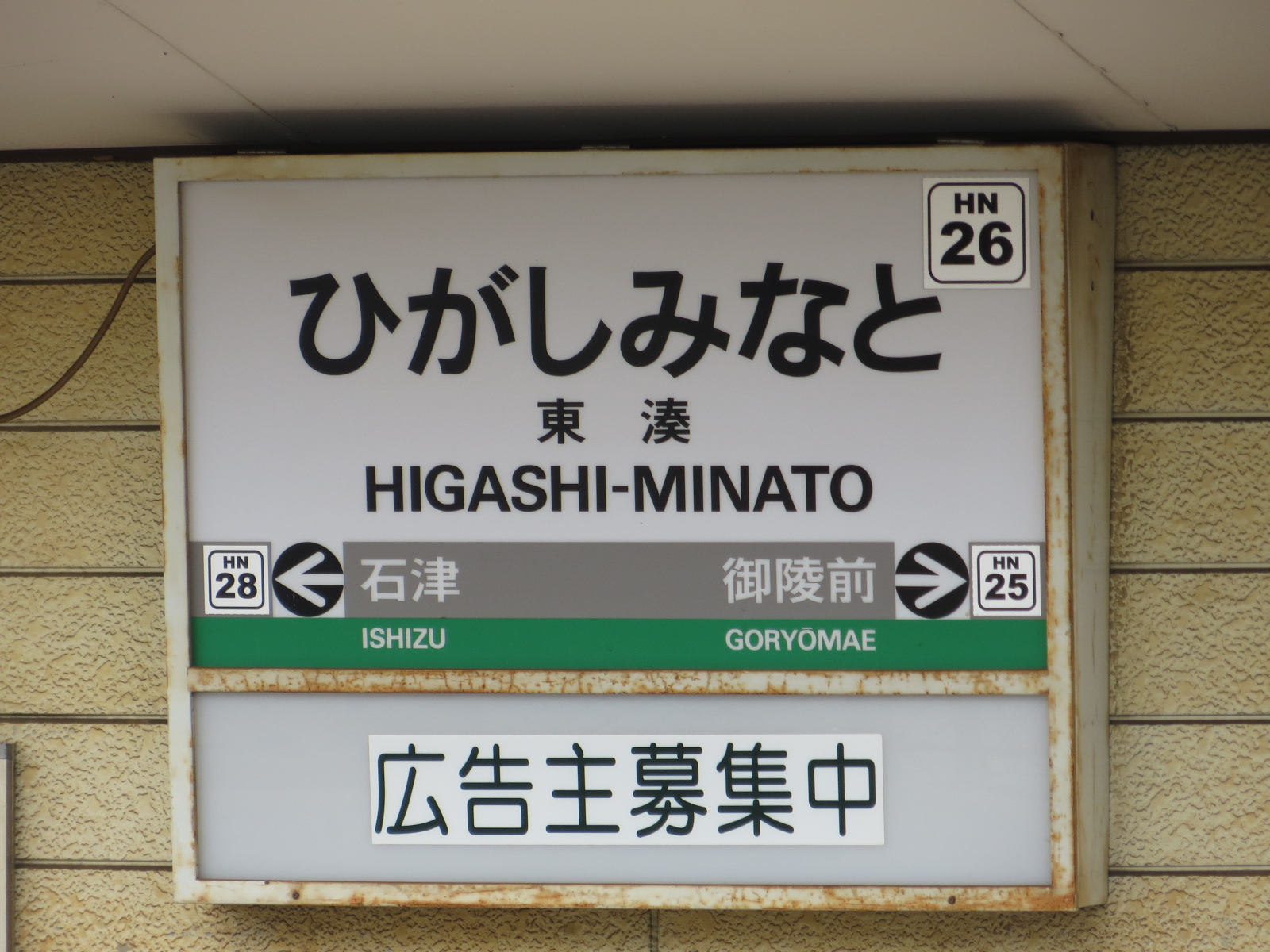
역명판

## 인접역
| 한카이 전기 궤도 ■ 한카이 선 | 한카이 전기 궤도 ■ 한카이 선 | 한카이 전기 궤도 ■ 한카이 선          |
| ---------------------------- | ---------------------------- | ------------------------------------- |
| HN25 고료마에 에비스초 방면  |                              | 이시즈키타 HN27 하마데라에키마에 방면 |